# Gustave Doré

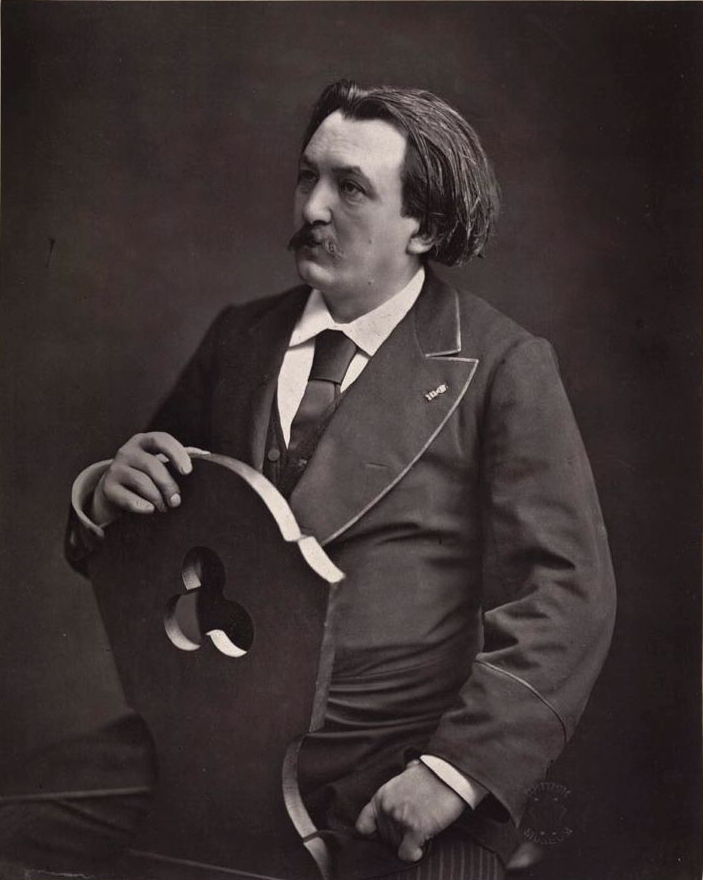
Gustave Doré, fotografiert von Nadar

Paul Gustave Doré (* 6. Januar 1832 in Straßburg; † 23. Januar 1883 in Paris) war ein französischer Maler und Grafiker, der sich vor allem als Illustrator einen Namen machte.

## Biographie
Dorés Begabung als Zeichner fiel schon auf, als er noch Schüler war. Zudem begann er als Siebenjähriger, mehrere Instrumente zu spielen, so auch Violine, die er in der Folge virtuos beherrschte. Mit neun Jahren versuchte er sich erstmals an der Illustration von Dante Alighieris Göttlicher Komödie. Mit dreizehn Jahren kam er nach Paris und war mit 15 Jahren 1847 als Illustrator beim Journal pour rire tätig. Im gleichen Jahr wurde auch seine erste Arbeit, Die Abenteuer des Herkules, im Pariser Verlag Aubert veröffentlicht.
1853 bekam er die Gelegenheit, die Illustration zu den Werken Lord Byrons beizusteuern. Später folgten Aufträge für andere Veröffentlichungen, die Bebilderung der englischen Bibel mitinbegriffen. Zehn Jahre danach (1863) besorgte Doré die Illustration der französischen Ausgabe von Miguel de Cervantes’ Don Quijote, zu der er 370 Bilder anfertigte. Seine Arbeit beeinflusste fortan Kunstschaffende verschiedener Genres. Bekannt ist auch die übergroße Edition (1884) von Edgar Allan Poes erzählendem Gedicht The Raven, für die der Franzose über 25 Stahlstiche schuf.
Durch den Erfolg seiner Bibel-Illustrationen von 1866 konnte Doré ein Jahr darauf in London eine große Werkschau abhalten, die zur Gründung der Doré-Galerie in der Covelant Bond Street führte. 1869 erging an Gustave Doré vom englischen Journalisten William Blanchard Jerrold der Auftrag, gemeinsam mit diesem ein umfassendes Porträt von London zu gestalten. Doré unterzeichnete einen Fünf-Jahres-Vertrag mit dem Verlagshaus Grant & Co. Während der Dauer des Projekts, so lautete die Forderung, musste der Illustrator pro Kalenderjahr drei Monate in der Hauptstadt des Empire verbringen, erhielt er doch im Gegenzug jedes Jahr die gewaltige Summe von 10.000 £.
1872 erschien das Buch mit dem Titel London: A Pilgrimage. Darin sind 180 Stiche enthalten, die zwar kommerziell erfolgreich verkauft wurden, jedoch auch einer harschen Kritik ausgesetzt waren. Die meisten Kritiker warfen Doré vor, den Fokus hauptsächlich auf die Armenviertel und somit auf das Proletariat gelegt zu haben. Trotzdem erhielt der Künstler in Großbritannien zahlreiche Folgeaufträge.
Gustave Doré verstarb am 23. Januar 1883 in Paris an den Folgen eines Herzinfarkts. Der Künstler wurde nur 51 Jahre alt und hinterließ ein imposantes Œuvre mit mehreren tausend Einzelstücken. Seine letzte Ruhestätte fand er auf dem Friedhof Père-Lachaise (Division 22).

## Werkschau (Auswahl) und Einfluss
Bekannt wurde er 1854  mit seinen Holzstichen in François Rabelais Gargantua und Pantagruel und 1855 Honoré de Balzacs Tolldreiste Geschichten. Im Folgenden illustrierte er rund 90 Werke der Weltliteratur, darunter:
| Jahr | Autor                   | Werk                            |
| ---- | ----------------------- | ------------------------------- |
| 1861 | Dante Alighieri         | Göttliche Komödie (Digitalisat) |
| 1862 | Gottfried August Bürger | Münchhausen                     |
| 1862 | Charles Perrault        | Märchen                         |
| 1863 | Miguel de Cervantes     | Don Quijote                     |
| 1866 | diverse/unbekannt       | Bibel                           |
| 1866 | Jean de la Fontaine     | Fabeln                          |
| 1866 | John Milton             | Paradise Lost                   |
| 1866 | Samuel Taylor Coleridge | The Rime of the Ancient Mariner |
| 1879 | Ludovico Ariosto        | Orlando furioso                 |
| 1884 | Edgar Allan Poe         | The Raven                       |

Dorés Bibel-Illustrationen gehören immer noch zu den bekanntesten überhaupt, er gilt als einer der größten Meister dieses Genres. Die 230 Bibelgraphiken von Doré wurden unter anderem von den berühmten Graphikern Pisan, Pannemaker und Laplante gestochen.
Er schuf bizarre Darstellungen von Fabelwesen, Monstern, Skeletten und geheimnisvollen Sagengestalten. Dabei sind die Stiche handwerklich hervorragend ausgeführt, die Tiefenwirkung und die Darstellung des Lichts sind meisterhaft. Sein Werk beeinflusste den Surrealisten Salvador Dalí entscheidend, der sein druckgrafisches Werk ebenfalls an den großen Themen der Weltliteratur orientierte. Ebenfalls stark beeindruckt von Dorés Werk war Walter Moers, der 2001 seinen Roman Wilde Reise durch die Nacht um 21 Bilder Dorés konstruierte. Der Künstlerin Valentine Hugo zufolge verwendete Max Ernst für seine Collagenserie Une semaine de bonté – Eine Woche der Güte (1933) neben zeitgenössischen Illustrationen auch Grafiken Dorés.
Seine Illustrationen zu Samuel Taylor Coleridges The Rime of the Ancient Mariner bezeichnete Doré selbst als seine besten.

## Werkbeispiele

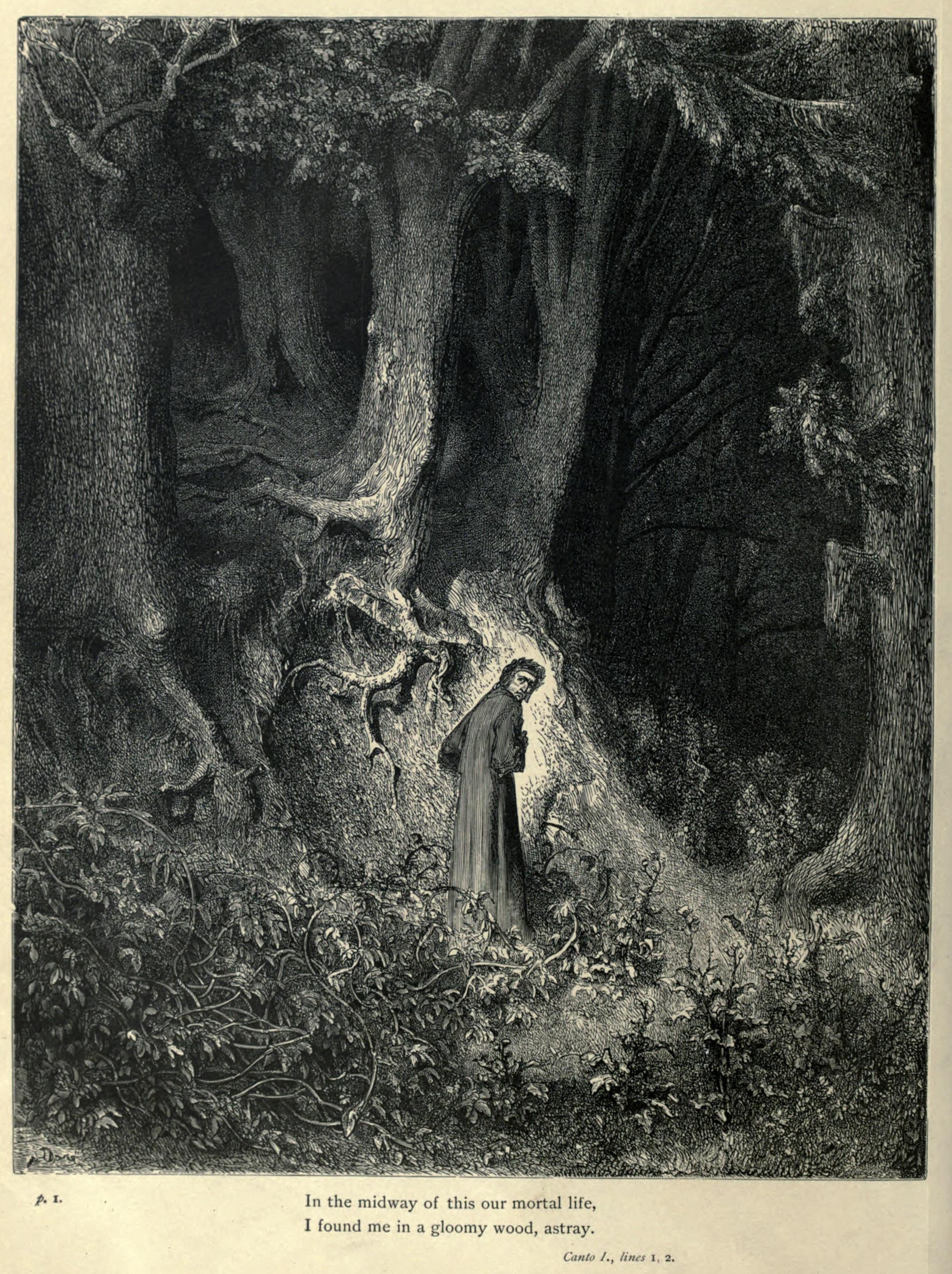
Dante verloren im Wald (Canto I der Göttlichen Komödie, Inferno)
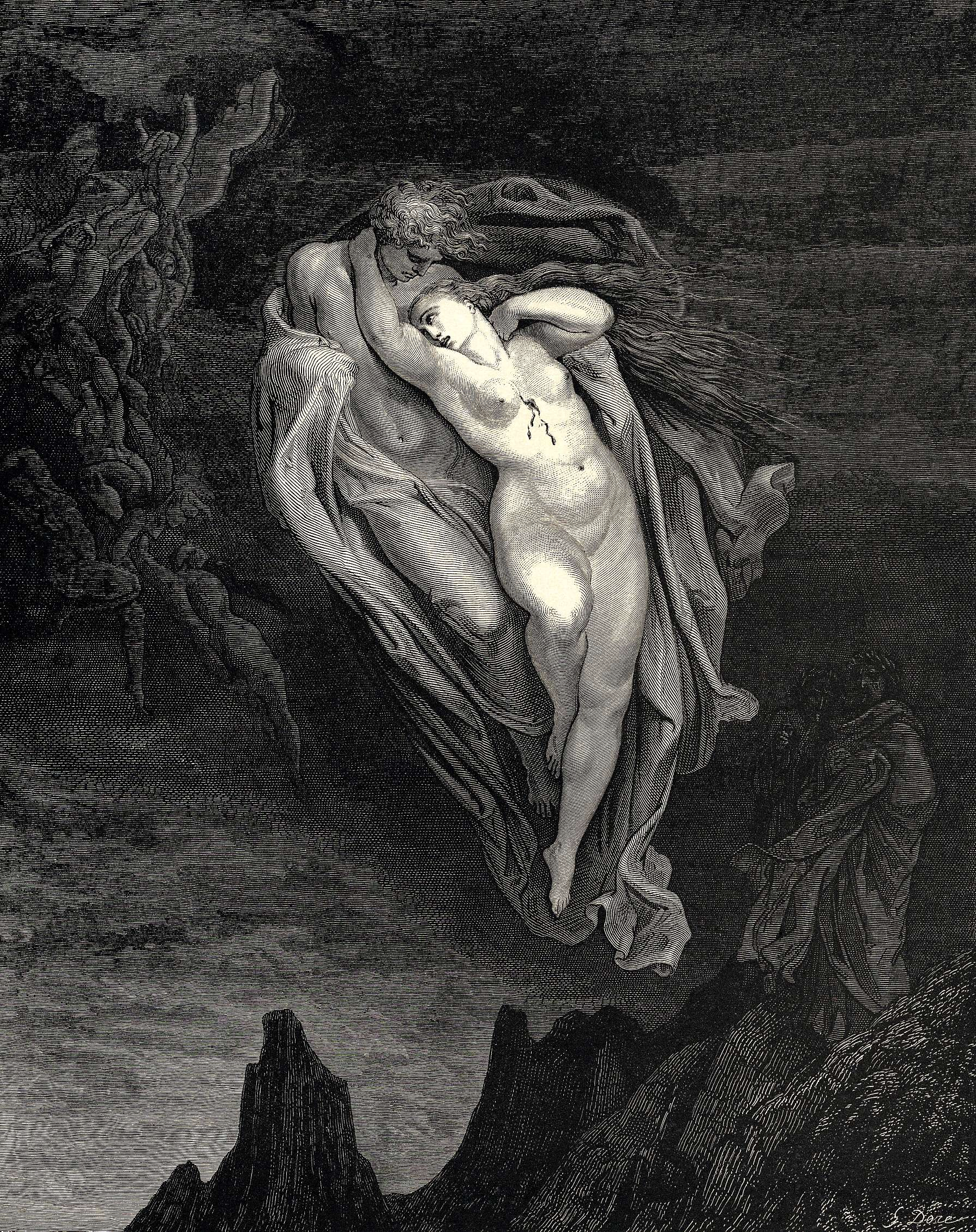
Francesca und Paolo da Rimini, Canto V der Göttlichen Komödie, Inferno
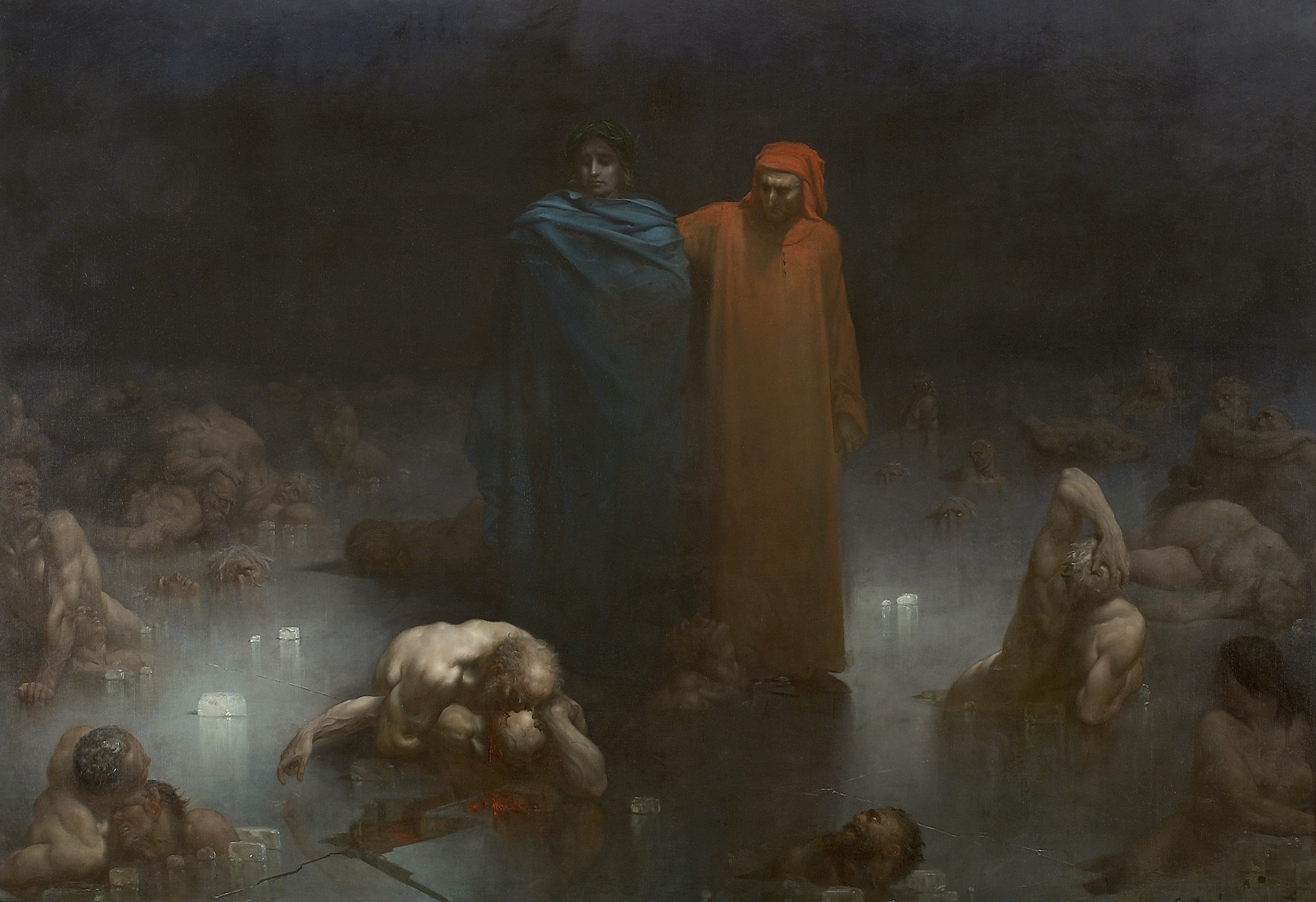
Dante und Vergil im neunten Kreis der Hölle, Canto 32 der Göttlichen Komödie, Inferno
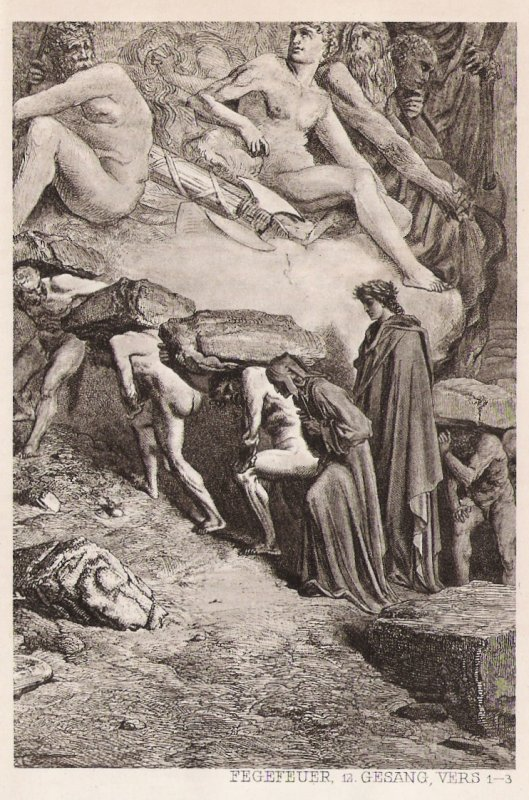
Göttliche Komödie, Purgatorio
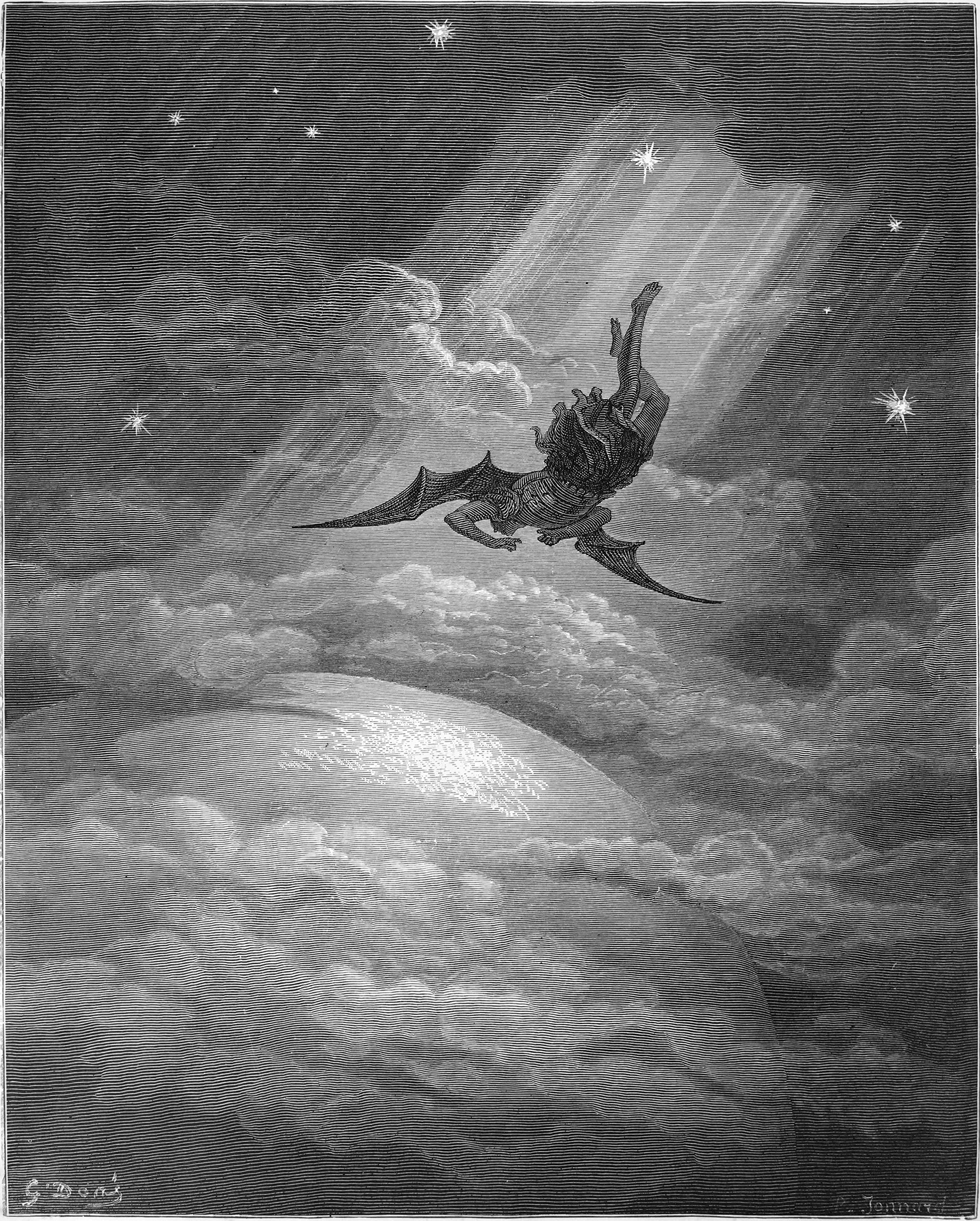
Sturz des Satan, Illustration zu Miltons Paradise Lost
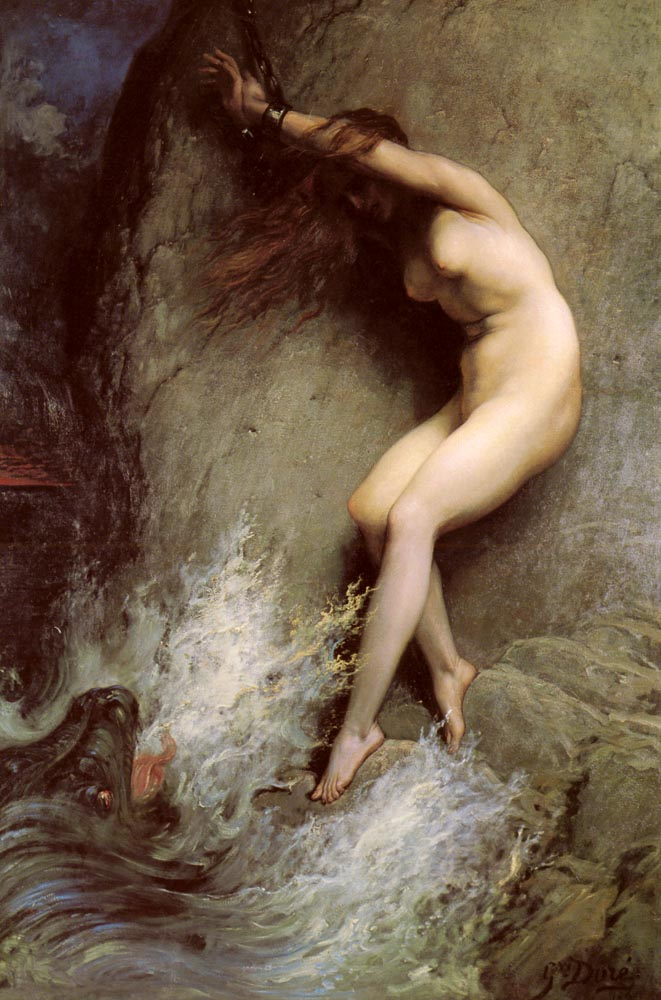
Andromeda am Felsen
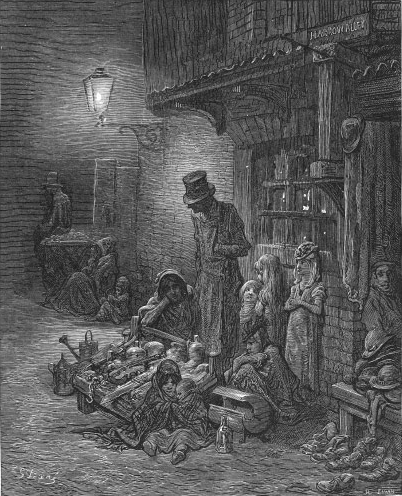
Ein Hundeleben, 1872
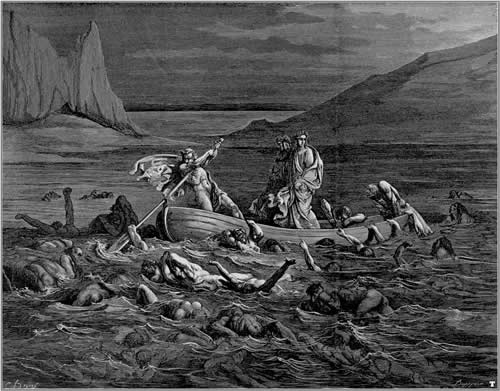
Der Styx
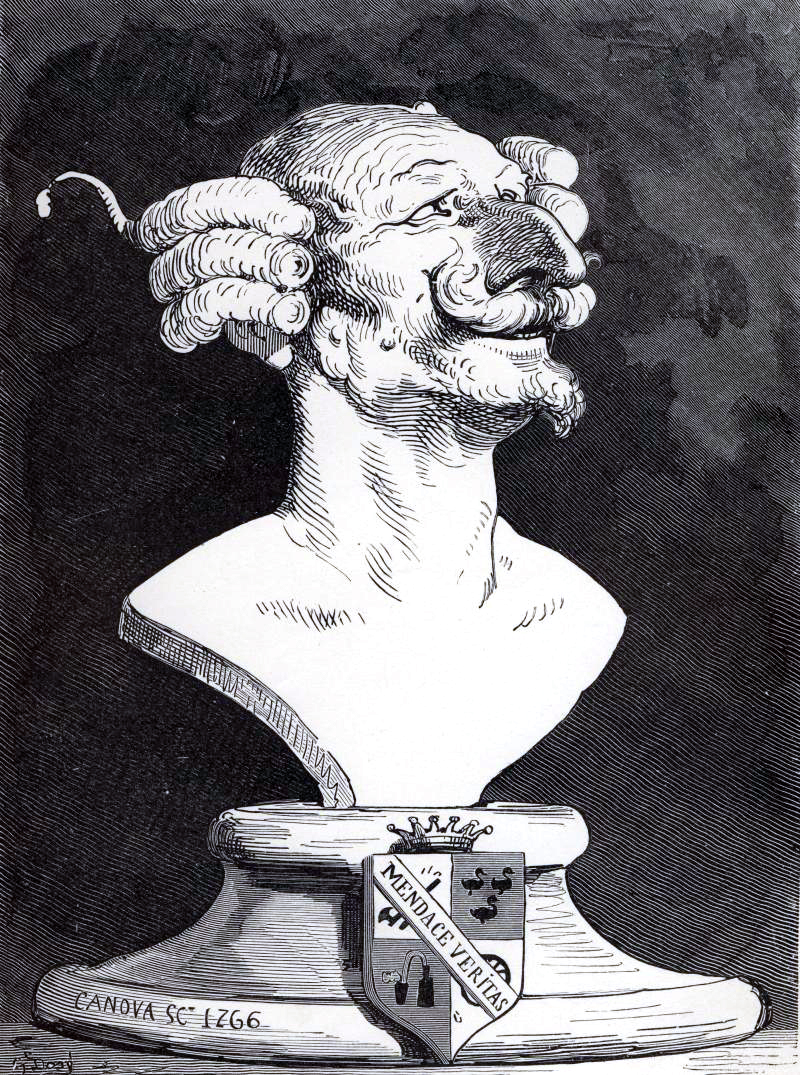
Karikatur von Münchhausen
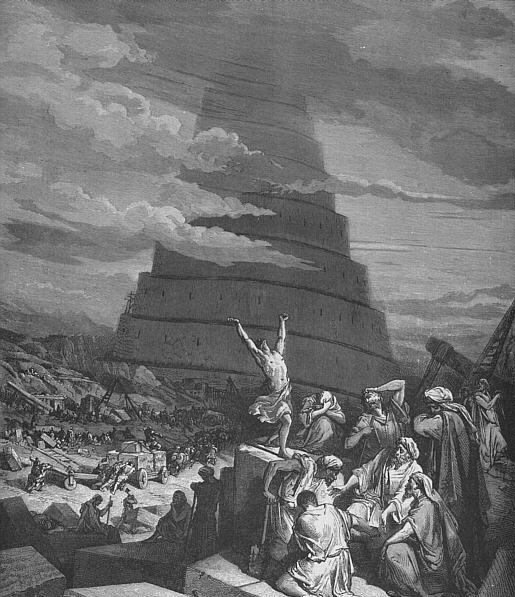
Sprachverwirrung, 1865
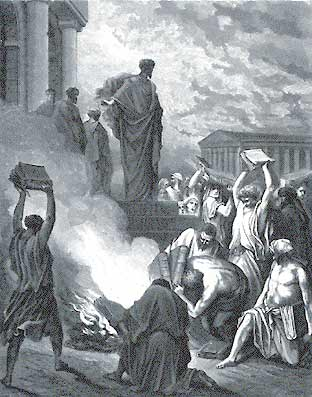
Paulus in Ephesus, um 1866
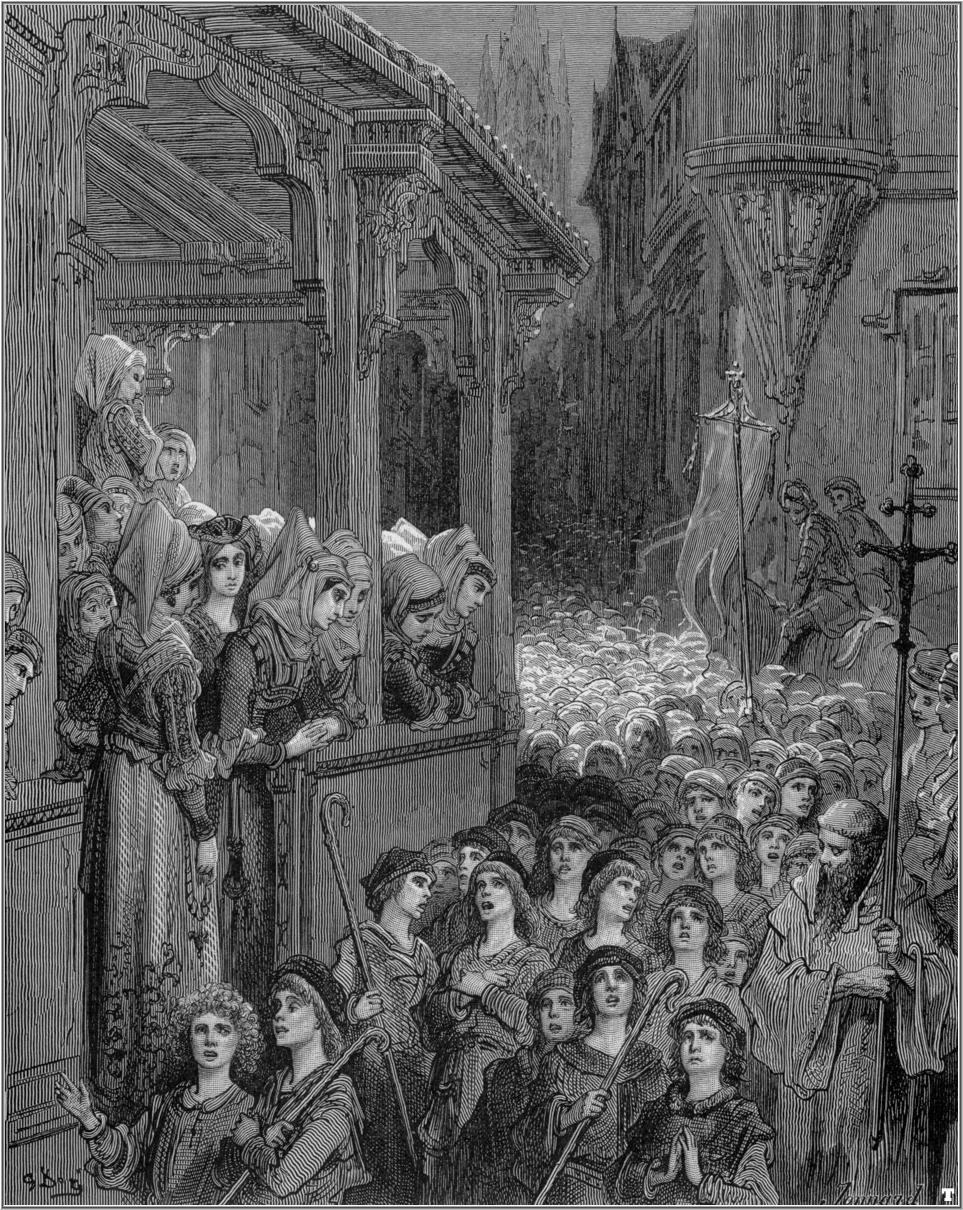
Der Kinderkreuzzug

## Film
- Gustave Dorés Bilderwelten. (OT: Gustave Doré. De l’illustrateur à l’artiste.) Dokumentarfilm, Frankreich, 2014, 53 Min., Buch und Regie: Pascale Bouhenic, Produktion: Zadig Productions, Unité Arts et Spectacles, arte France, Erstsendung: 23. Februar 2014 bei arte, Inhaltsangabe von arte. 
 Dokumentation anlässlich der Doré-Ausstellung im Pariser Musée d’Orsay vom 11. Februar 2014 bis zum 11. Mai 2014.